# Macrosiphoniella artemisiae
Macrosiphoniella artemisiae är en insektsart som beskrevs av Boyer de Fonscolombe 1841. Macrosiphoniella artemisiae ingår i släktet Macrosiphoniella och familjen långrörsbladlöss. Arten är reproducerande i Sverige.

## Underarter
Arten delas in i följande underarter:
- M. a. artemisiae
- M. a. meridionalis